# テトラニュートロン
テトラニュートロン(Tetraneutron)は、4つの中性子からなる仮想上の安定状態である。この粒子の塊は、現在の核力モデルでは存在が支持されていないが、フランシスコ＝ミゲル・マルケスらによってカーンのGANIL加速器でベリリウムやリチウム原子核の崩壊の新しい検出法を用いて行われた実験によって、その存在に対する証拠が見つかっている。しかし、この実験の追試験には失敗している。

## マルケスの実験
他の多くの粒子加速実験と同様に、マルケスらのチームは原子核を炭素の標的に向かって発射し、衝突による粒子の散乱を観測した。この実験では、ベリリウム14、ベリリウム15、リチウム11の原子核を小さな炭素標的にぶつけたが、成功のほとんどはベリリウム14によるものだった。このベリリウムの同位体は、4つの中性子からなる中性子ハローを持っており、このため高速で衝突しても容易に分離したと考えられた。彼らの中性子物質の観測へのアプローチは全く新規のものであった。現在の原子核モデルでは、ベリリウム10ができる時には4つの分離した中性子が結果として生じると示唆されるが、ベリリウム10の生成で検出された単一のシグナルは、崩壊生成物の中に複数の中性子からなる塊、恐らくはベリリウム10原子核と中性子4つからなるテトラニュートロンが存在することを示唆していた。

## マルケスの実験後
マルケスの検出法に対する後の検証では、少なくとも最初の分析の一部には不備があるとされ、別の方法によるこの実験の追試験では、中性子の塊を再現することはできなかった。しかし、安定なテトラニュートロンの存在が独立に確認されたとしたら、現在の原子核モデルには相当な修正が必要になる。BertulaniとZelevinskyは、テトラニュートロンがもし存在するとしたら、それは2つのダイニュートロン分子の結合状態によって形成されるとした。しかし、複数の中性子の結合状態を許容するような原子核モデルの修正の試みは上手くいっておらず、テトラニュートロンの結合状態の存在が確実になった際には、核力に関する現在の理解に大きな変更が迫られると言われている。その後、東京大学と理化学研究所の共同研究チームがRIビームファクトリーでテトラ中性子核共鳴状態を発見したと報告した。